# Clémence Desmarets
Clémence Desmarets (ou Mme Jules) est un des personnages du roman de Ferragus, par Honoré de Balzac. C'est la femme de Jules Desmarets pendant cinq ans (jusqu'à la mort de Clémence), riche agent de change parisien. Les Desmarets habitent rue Ménars, près de la Bourse.
C'est également la fille de Ferragus XXIII (ou Gratien-Victor-Jean-Joseph Bourignard) ancien ouvrier, puis entrepreneur en bâtiment ; il a jadis été très riche et joli garçon, compagnon de l'ordre des Dévorants dont il est devenu le chef. Condamné à vingt ans de bagne en 1806, il s'échappe et retourne à Paris où il vit sous divers noms d'emprunt et déguisements où il rencontre Ida Gruget.

## Position de Clémence dans le roman
Mme Jules, après cinq ans de mariage, éprouve la même passion pour son mari, « une passion abritée dans le mariage », un amour que le mariage n’a pas affaibli.
Clémence Desmarests dédie à son mari, en l’améliorant chaque jour, « son métier de femme » qu’elle pratique admirablement. Pour lui, pour l’homme qu’elle aime depuis le premier regard, elle ignore ce que veulent dire les mots « devoir»  et « vertu » et se sent, elle le lui dit, plus épouse que mère et qu’elle est heureuse de ne pas avoir d’enfant. La chambre de Mme Jules, très raffinée, lieu sacré pour les mariés toujours amants, absolument interdite à tous à l’exception de la domestique, est décrite avec une précision que l’on peut croire intéressée. En 1833, Balzac est en pleine romance avec Mme Hańska.
Ce bonheur idéal qui unit les deux êtres et les amène à se faire confiance, est d’un seul coup anéanti par la jalousie contagieuse d'Auguste de Maulincour et par sa « funeste curiosité ». Le baron ne vit que pour l'amour qu'il porte à cette femme déjà mariée. Elle meurt de chagrin, lorsque son mari soupçonne une relation entre elle et Ferragus XXIII, tout comme Ida Gruget meurt d’être rejetée. On dira de Ferragus, mais on peut le dire des deux autres textes, qu’il s’agit d’un roman qui traite de la misogynie masculine car l’amour infini que la femme donne à l’homme est vain. Un malentendu essentiel vient à chaque fois détruire cet amour. L’Histoire des Treize relate trois amours tragiquement manquées ; que ce soit dans le mariage ou en-dehors, quel que soit l’appel du cœur ou des sens. Il semble que dans ces trois romans, l’union des sexes ne saurait être harmonieuse.
En effet, dans le roman Ferragus, les femmes meurent à cause du désir de contrôle des personnages masculins. Elles sont victimes de la curiosité des hommes, de « ces hasards qui n'arrivent pas deux fois dans une vie » mais qui en fait n'en sont pas, puisqu'elles sont toujours épiées et suivies par les hommes. Au début du roman, Auguste, en prédateur, suit Clémence à travers les rues de Paris, et notamment jusqu'à la « rue assassine » qu'est la rue Soly, où elle va « d'un pied criminellement furtif » rejoindre en cachette son père, Ferragus. 
Balzac, pour fixer son lecteur et se l’attacher, veut l’émouvoir par la violence qu’il décrit et les morts qu’elle engendre. Plus, il insiste sur une forme de cruauté, et même de sadisme, dans le besoin qu’ont certains de ses héros de faire souffrir la femme. Cette femme, quelle qu’elle soit, est chassée comme on chasse un gibier et comme lui, elle est condamnée. Il n’y a qu’à voir le plaisir nouveau, excitant, ressenti par Auguste de Maulincour lorsqu’il se met à poursuivre Mme Jules à travers Paris.

## Rôle de Clémence dans le roman
L’action se situe aux environs de 1820. Auguste de Maulincour, jeune officier de cavalerie, se promenant dans un quartier mal famé de Paris, aperçoit au loin la jeune femme mariée dont il est secrètement amoureux, se contentant de l’adorer de loin. Il la voit disparaître dans une maison sordide comme toutes celles du quartier. Quel est le secret de cette femme, reconnue dans le grand monde parisien comme un modèle de vertu conjugale ? Retrouvant Clémence Desmarets le soir même chez Delphine de Nucingen, il tente de lui arracher son secret. Mais la jeune femme prétend qu’elle n’est pas sortie de chez elle de la soirée. Auguste décide alors d’espionner la maison où il l’a vue entrer. Réussissant à y pénétrer, il découvre la jeune femme en compagnie d’un personnage inquiétant : Ferragus.
Auguste avant de mourir empoisonné par une solution capillaire toxique lors d'un bal révèle au mari de Clémence, Jules Desmarets, très riche agent de change, le détail de ses découvertes à propos de sa femme et de Ferragus, qui n’est autre qu’un ancien forçat. Le soupçon s’installe alors dans un ménage jusque-là admirable de passion partagée. Jules surprend les petits mensonges de son épouse qui le font terriblement souffrir et qui le conduiront à détruire sa femme adorée. La vérité éclate trop tard car Clémence a succombé au chagrin de ne pouvoir se justifier auprès de son mari, ses visites à Ferragus étant dictées par son amour filial, puisque le forçat était son père.